# Col d'Halfaya
Le col d'Halfaya (en arabe : ممر حلفيا) est situé près de la frontière entre l'Égypte et la Libye. Il se situe à proximité de la localité de Sollum, à deux kilomètres à l'intérieur des terres.

## Histoire
Dans l'Antiquité l’escarpement menant au col était connu comme le Κατάβαθμος μέγας (Catabathamus Magnus) et formait la limite entre l'Afrique et l'Asie.
Durant la Seconde Guerre mondiale, le col d'Halfaya fut le théâtre de nombreux combats. En effet, ce col constituait un des seuls passages entre l'Égypte et la Libye, sinon, il fallait le contourner par le sud, aride. À la suite de la défaite de l'armée italienne le 7 février 1941, des unités allemandes (futur Deutsches Afrika Korps) sous le commandement d'Erwin Rommel permirent de chasser les Anglais de Libye et de les encercler à Tobrouk. C'est le 14 avril que le col fut occupé et les tentatives anglaises de le récupérer furent un échec.
Ainsi, lors de l'opération Brevity, les Anglais qui reprirent momentanément le col en furent chassés par une contre-attaque le 27 mai. Rommel décida de fortifier la position avec notamment des canons de 88 mm. Il devint la clé de voûte de la défense de l'Afrikakorps ; tout particulièrement lors de l'opération Battleaxe le 15 juin. Les chars anglais subirent un massacre par les 88 allemands (11 chars de la première vague sur 12). Le passage gagna de fait le surnom d'Hellfire Pass (« col des Feux de l'Enfer » en anglais).
Le 18 novembre, la dernière tentative fut la bonne, lors de l'opération Crusader, les Anglais chassèrent les Germano-italiens du Wire (frontière libyo-égyptienne) et la position d'Halfaya fut tenue par le commandant Bach qui dut se résoudre à se rendre, encerclé.
Lors de la retraite allemande après la seconde bataille d'El Alamein, les Allemands firent sauter la route du col pour retarder les Anglais qui les poursuivaient et n'avaient pu arriver à temps pour couper la retraite à Rommel.